# Mandailles-Saint-Julien
Mandailles-Saint-Julien (okzitanisch: Mandalha e Sant Julian) ist ein französischer Ort und eine Gemeinde mit 174 Einwohnern (Stand: 1. Januar 2022) im Département Cantal in der Region Auvergne-Rhône-Alpes. Die Gemeinde gehört zum Arrondissement Aurillac und zum Kanton Vic-sur-Cère. Die Einwohner werden Mandalhaires bzw. Saint-Julienois genannt.

## Lage
Mandailles-Saint-Julien gehört zur historischen Region des Carladès und liegt etwa 18 Kilometer nordöstlich von Aurillac am Fluss Jordanne. Umgeben wird Mandailles-Saint-Julien von den Nachbargemeinden Le Falgoux und Le Claux im Norden, Lavigerie im Nordosten, Laveissière im Nordosten und Osten, Saint-Jacques-des-Blats im Osten und Südosten, Thiézac im Süden, Saint-Cirgues-de-Jordanne im Südwesten sowie Saint-Projet-de-Salers im Westen.

## Bevölkerungsentwicklung
| Jahr                       | 1962 | 1968 | 1975 | 1982 | 1990 | 1999 | 2006 | 2019 |
| Einwohner                  | 351  | 284  | 450  | 363  | 276  | 226  | 203  | 183  |
| Quellen: Cassini und INSEE |      |      |      |      |      |      |      |      |

## Sehenswürdigkeiten

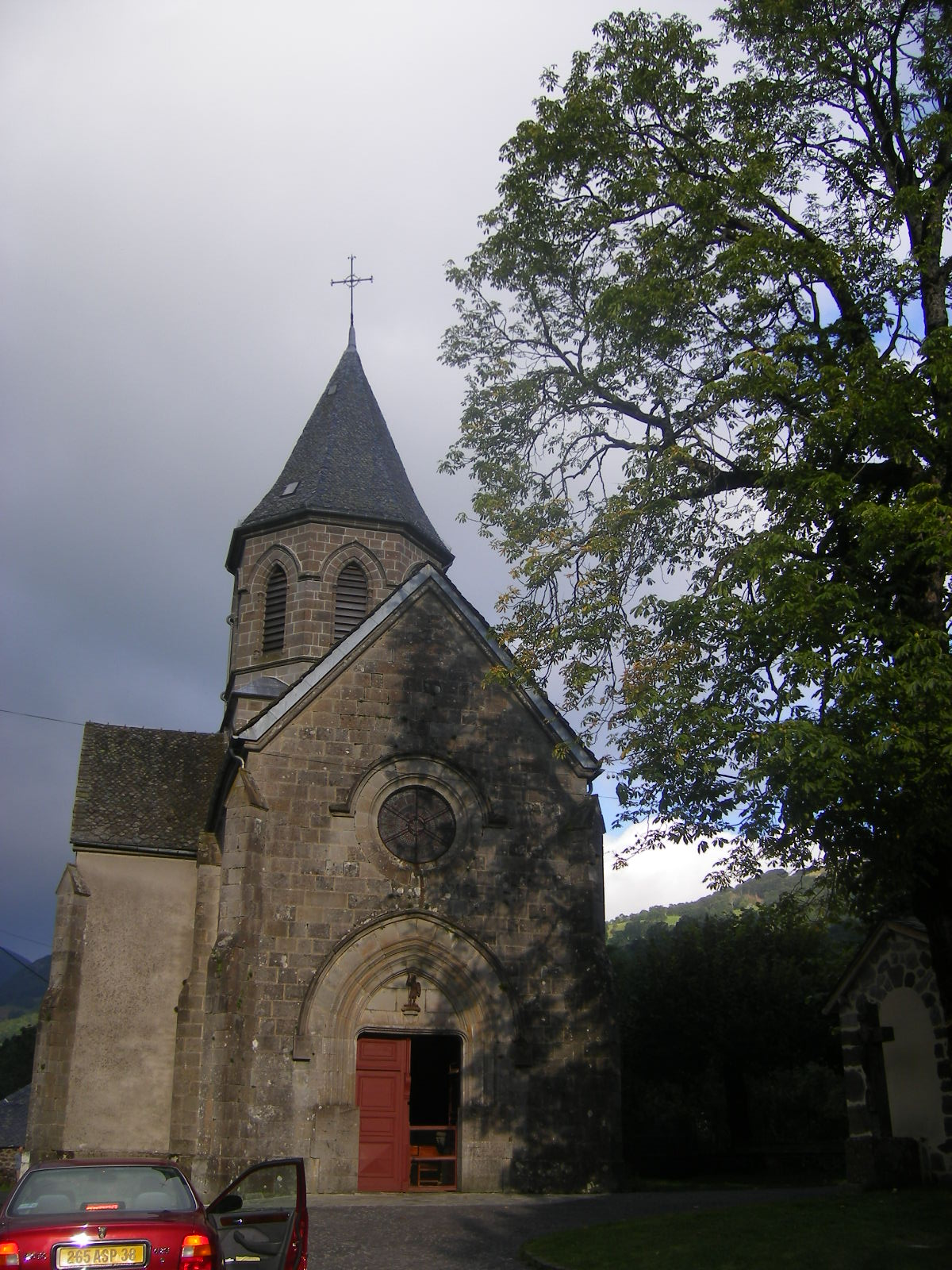
Kirche in Saint-Julien-de-Jordanne
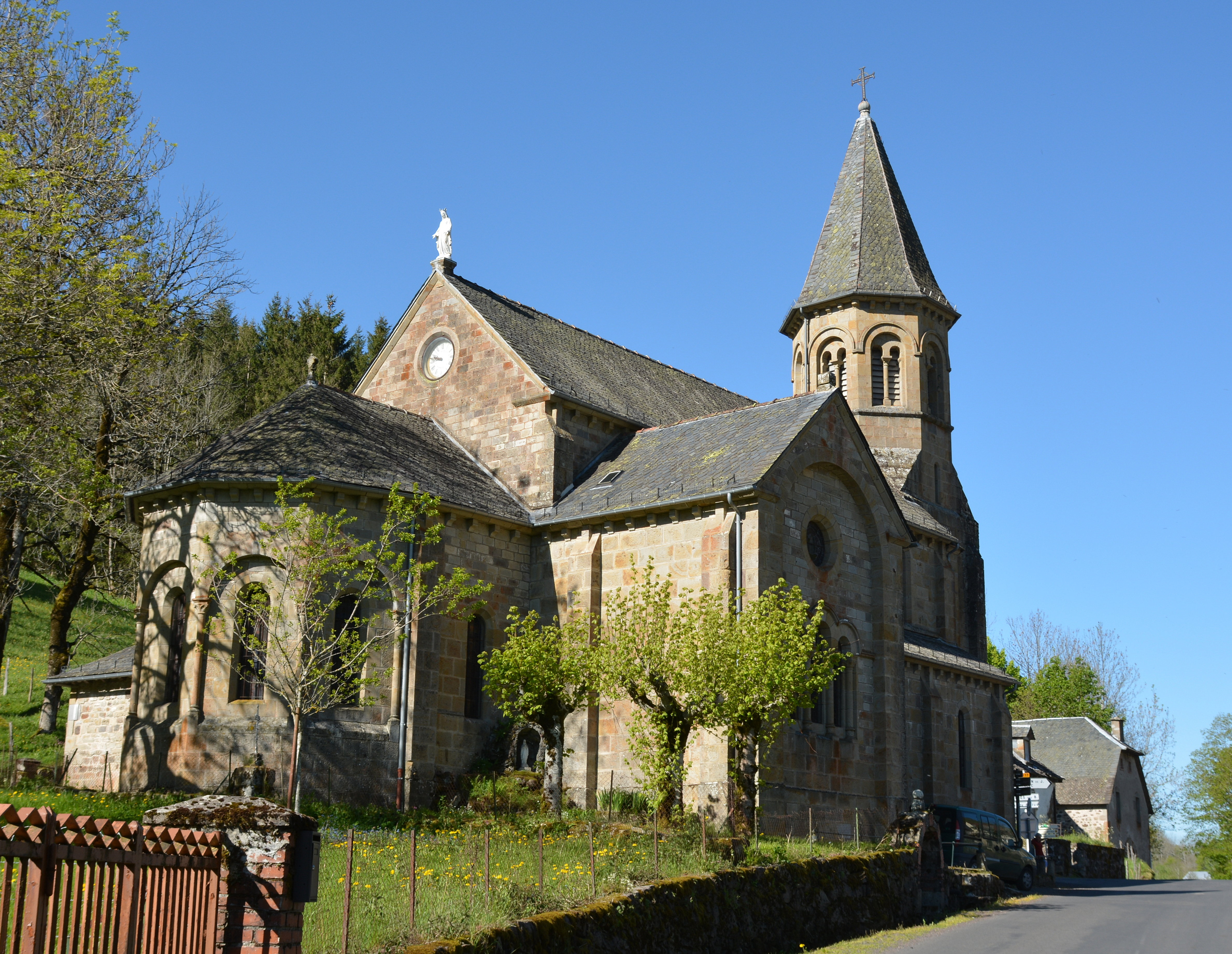
Kirche in Mandailles
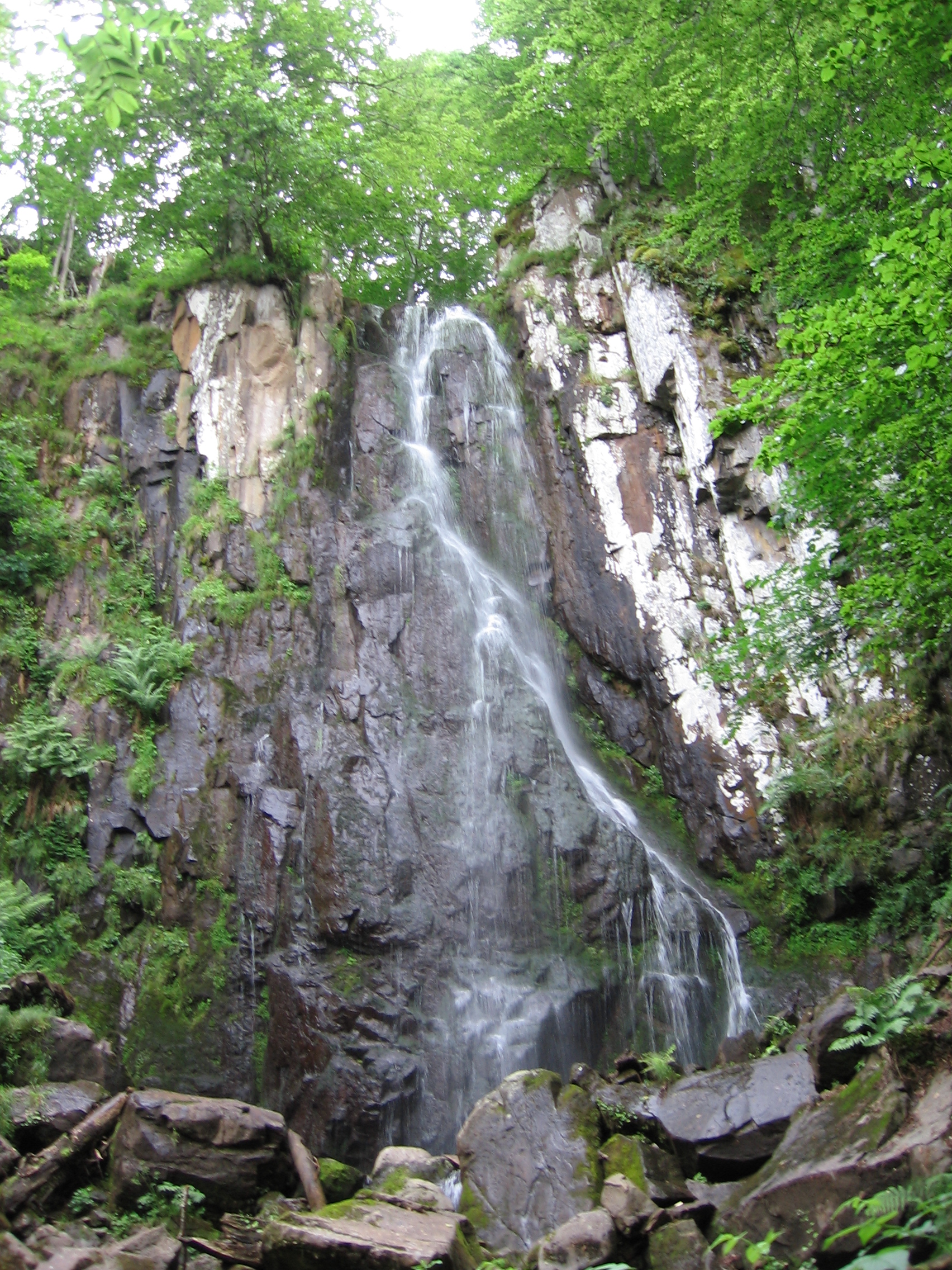
Wasserfall von Liadouze

- Kirche in Saint-Julien-de-Jordanne
- Kirche in Mandailles
- Wasserfall von Liadouze